# Max Pohl

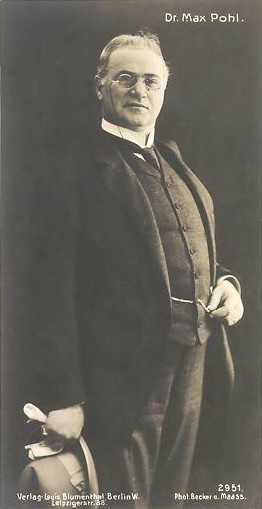
Max Pohl

Max Pohl, född 10 december 1855 i Nikolsburg, Österrike-Ungern, död 7 april 1935 i Berlin, var en tysk skådespelare.
Max Pohl var juris doktor. 1876–1884 var han anställd bland annat vid stadsteatrarna i Leipzig och Hamburg samt vid Tyska teatern i Moskva samt från 1884 i Berlin. 1884–1895 arbetade han vid Deutsches Theater, 1895–1897 vid Berliner Theater och 1897–1932 vid Königliches Schauspielhaus, från 1919 benämnd Preussisches Staatstheater.
Bland Pohls roller märks Kung Lear, Richard III, Shylock i Köpmannen i Venedig, Nathan den vise, Marinelli i Emilia Galotti, Mefistofeles i Faust, Franz Moor i Rövarbandet, Buttler i Wallenstein, Kottwotz i Prins Friedrich av Homburg. 1919 utgav han en självbiografi, Vierzig Jahre Rampenlicht.

## Filmografi
- 1931 – Bröderna Karamazov